# Nicole Nketo Bomele
Nicole Nketo Bomele (Kinshasa, 29 juni 1967) is een Belgisch politica voor achtereenvolgens cdH, PS, daarna voor DéFI.

## Levensloop
Bomele werd geboren in Congo. Op haar negende verhuisde ze met haar gezin naar België. In 1991 werd ze licentiate in de bestuurswetenschappen en internationale betrekkingen aan de UCL. Vervolgens werd Bomele van 1991 tot 1996 diplomate en eerste secretaris van de Congolese ambassade in Madrid. Ze keerde vervolgens terug naar Congo en was van 1996 tot 1998 tv-journaliste in Kinshasa. In 1998 werd ze eerste secretaris op de Congolese ambassade in Brazzaville en daarna was ze van 1999 tot 2003 chef protocol op het kabinet van de minister van Buitenlandse Zaken.
In 2003 verhuisde ze opnieuw naar België en werd ze tot in 2013 ambtenaar bij de stad Brussel. De volgende zes jaar verrichtte ze eveneens vrijwilligerswerk in allerlei verenigingen. In 2009 stichtte Bomele de vzw Anderlecht en couleurs, waarvan ze de voorzitster is. Deze vzw organiseert het gelijknamige jongerenfestival Anderlecht en couleurs.
Sinds 2006 is hij Bomele gemeenteraadslid van Anderlecht. Ze werd initieel verkozen voor het cdH, maar stapte in november 2006 uit de partij nadat ze naast een schepenambt had gegrepen, hoewel de basismilitanten van de lokale afdeling van de partij haar daarvoor hadden voorgedragen. Ze zetelde vervolgens even als onafhankelijke, maar sloot zich uiteindelijk aan bij de PS. In 2018 werd ze politiek actief voor de links-liberale partij DéFI en voor deze partij werd ze in oktober dat jaar herkozen in de gemeenteraad van Anderlecht. 
Na de verkiezingen van mei 2019 kwam ze ook in het Brussels Hoofdstedelijk Parlement terecht als opvolgster van burgemeester van Schaarbeek Bernard Clerfayt, die besliste om niet te zetelen. Bomele maakte er deel uit van de commissie Binnenlandse Zaken (2019-2020) en het adviescomité voor Gelijke Kansen, in 2020 herdoopt tot de commissie Gelijke Kansen en Vrouwenrechten (2019-2024). Van september 2021 tot juni 2024 zetelde ze eveneens in het Parlement van de Franse Gemeenschap.
Bomele besloot zich niet meer kandidaat te stellen bij de Brusselse gewestverkiezingen van juni 2024. Oorspronkelijk had ze de 24e plaats op de DéFI-lijst gekregen, maar ze was daar niet tevreden mee en trok zich vervolgens terug van de lijst. Uiteindelijk verliet ze de partij en werd ze bij de gemeenteraadsverkiezingen van oktober 2024 verruimingskandidate op de gedeelde lijst van de liberale MR en de centrumpartij Les Engagés in Anderlecht. Bomele raakte vanop deze lijst herkozen als gemeenteraadslid.